# Deutsche Weinkönigin
Die Deutsche Weinkönigin ist die auf ein Jahr gewählte Repräsentantin (Produktkönigin) des deutschen Weines, deren Wahl in der Regel in der pfälzischen Stadt Neustadt an der Weinstraße erfolgt. Um das Amt bewerben sich die Gebietsweinköniginnen der mittlerweile dreizehn deutschen Anbaugebiete für Qualitätswein.
Die 76. Deutsche Weinkönigin ist Charlotte Weihl (Pfalz). Sie wurde am 27. September 2024 im Saalbau in Neustadt an der Weinstraße für die Amtszeit 2024/25 gewählt.

## Geschichte

### Anfänge
1931 kürte erstmals ein deutsches Weinanbaugebiet, die Pfalz, eine Weinkönigin. Die Idee zu dieser Pfälzischen Weinkönigin stammte von dem Verleger Daniel Meininger. Auf seinen Vorschlag wurde Ruth Bachrodt, später Theysohn, gewählt, die aus Pirmasens in der Westpfalz kam, wo gar kein Wein angebaut wird. Ihre Nachfolgerin Cilly Seitz wurde dann 1932 nach regulärer Ausschreibung gewählt. Bereits 1933 ging das Ritual an die nationalsozialistischen Machthaber über. Bis zum Beginn des Zweiten Weltkrieges suchte im Auftrag des damaligen Gauleiters Josef Bürckel der offizielle „Gau-Fotograf“ alljährlich nach der „hübschesten dem Wein verbundenen jungen Frau“.
Weil die Pfälzische Weinkönigin deutschlandweit die einzige Weinkönigin war, repräsentierte sie bis 1939 und dann wieder von 1947 bis 1949 ohne zusätzliche Wahl in Personalunion neben dem pfälzischen auch allgemein den deutschen Wein. Auch 1949 gab es nur eine Wahlhandlung, aber im Anschluss an die Wahl wurde Elisabeth Kuhn aus Diedesfeld auch offiziell zur Deutschen Weinkönigin bestimmt, die damit einzige Pfälzische und Deutsche Weinkönigin in ein und demselben Jahr war.

### Kriterien für die Kandidatur
Seit 1950 wird die Deutsche Weinkönigin in einer eigenen Wahl ermittelt: Jedes deutsche Anbaugebiet wählt alljährlich seine regionale Weinkönigin; aus der Mitte der Gebietsweinköniginnen wird im Folgejahr die Deutsche Weinkönigin gewählt. Bis 1999 galt die Bedingung, dass die Kandidatinnen ledig sein mussten – also weder verheiratet noch geschieden sein durften – und aus einer Winzerfamilie zu stammen hatten. Seit dem Jahr 2000 verlangen die Richtlinien von den Bewerberinnen lediglich noch eine „eindeutige und starke Verbundenheit mit deutschen Weinen“, nachzuweisen durch „eine entsprechende weinbezogene Berufsausbildung und/oder eine familiäre Bindung mit dem heimischen Weinbau und/oder die Qualifikation als Gebietsweinkönigin“. Außerdem müssen die Bewerberinnen am Tag der Wahl mindestens 18 Jahre alt sein.

### Wandel der Anforderungen
Über 30 Jahre lang entsprachen die Weinköniginnen dem traditionellen Bild des hübschen, braven Mädchens in Tracht; nur das ursprüngliche Zepter wich 1966 einem Weinglas. So beschrieb 1950 die Süddeutsche Zeitung die Kandidatinnen als „echte Töchter der Weinberge, von kräftiger Statur, kerngesund und apfelbäckig“. Die Prüfungen bestanden damals unter anderem darin, einen Walzer zu tanzen und eine Rede zu halten. Bis Ende der 1950er Jahre beschränkten sich die Repräsentationspflichten der deutschen Weinkönigin im Wesentlichen auf die inländischen Absatzmärkte. Es gab Auftritte bei Weinfesten, bei der Grünen Woche und bei gesellschaftlichen Ereignissen wie der Verleihung des Deutschen Weinkulturpreises. Auslandsreisen wie nach Belgien (Irmgard Mohler) oder Spanien (Wilma Seyer, später Scholl) blieben die Ausnahme. Der damalige Außenminister Heinrich von Brentano erkannte allerdings das diplomatische Potenzial für das Image der jungen Bundesrepublik, als er Wilma Seyer bei den von ihm angeregten Diplomatenweinwochen im Kloster Eberbach präsentierte. Bereits im darauffolgenden Jahr reiste in Person der damals noch Pfälzischen und späteren Deutschen Weinkönigin Christel Koch erstmals eine Weinkönigin aus Deutschland in die USA.
In den 1980er Jahren begann sich das Bild der Weinkönigin in der Öffentlichkeit grundlegend zu wandeln, vor allem aufgrund des Auftretens von Persönlichkeiten wie Karin Molitor (1982/83) und Petra Mayer (1988/89). Im Jahr 1981 wurde das bis dahin für Fototermine obligatorische Dirndl abgeschafft. Ab den 1990er Jahren wurde das Amt für junge Winzerinnen und am Weinbau interessierte Frauen immer mehr zum Karrieresprungbrett in der Politik (Julia Klöckner), im Marketing (Katja Schweder, Evelyn Schmidt), in der Gastronomie (Carina Dostert) oder im eigenen Betrieb (Sandra Hake, Sylvia Benzinger). Gutes Aussehen und Tanzbegabung der Kandidatinnen sind heute keine ausschlaggebenden Gründe mehr, eine Kandidatin zu wählen, vielmehr werden neben fundierten Fachkenntnissen in Önologie und Kellertechnik auch Schlagfertigkeit und Beredsamkeit sowie Fremdsprachenbeherrschung und Exportwissen verlangt. Deshalb wurde 2009 in Neustadt an der Weinstraße ein Vorbereitungsseminar für die Kandidatinnen eingeführt.

### Krone

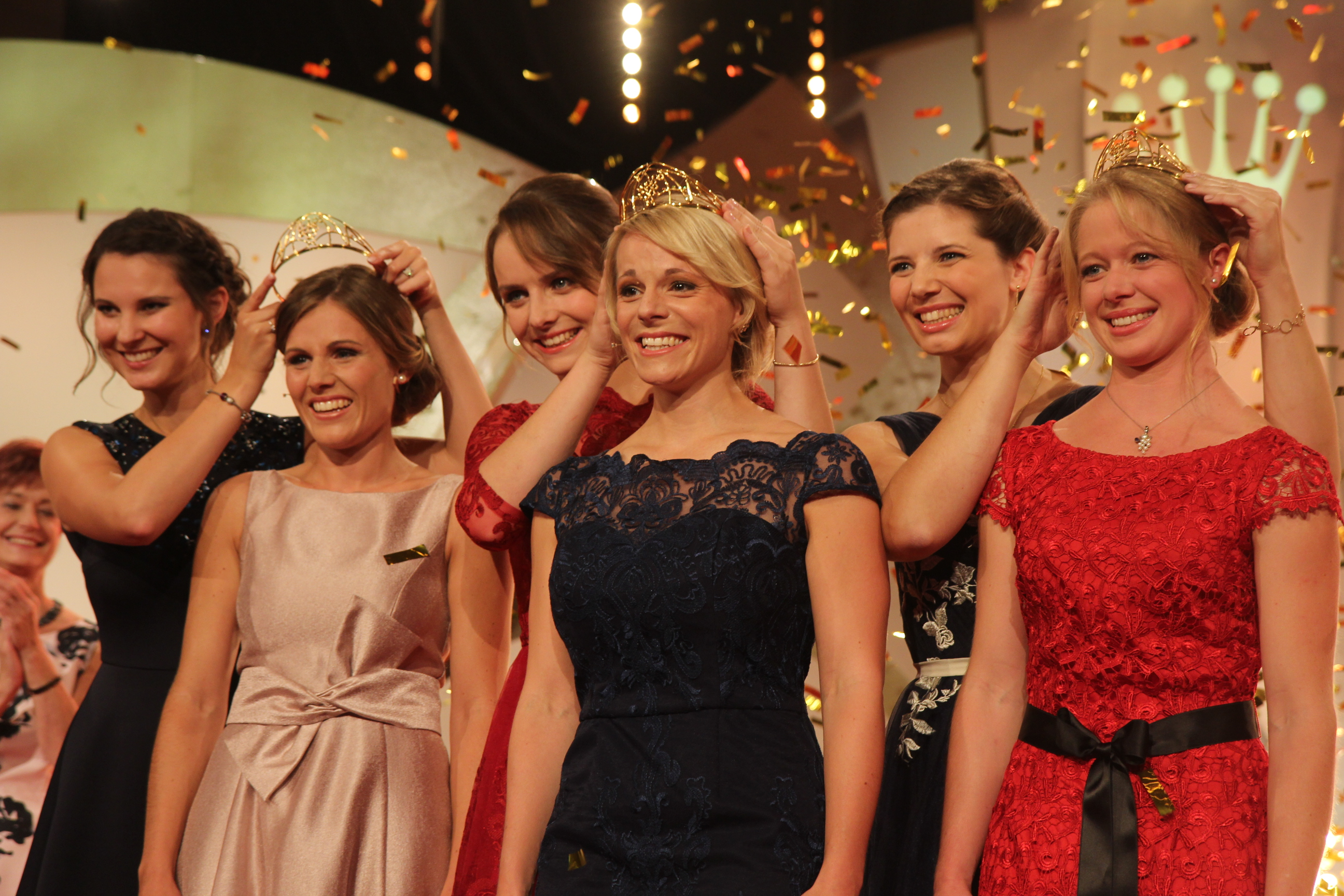
Krönung der Deutschen Weinkönigin 2017/18: Katharina Staab (Mitte) mit den Weinprinzessinnen Laura Lahm (links) und Charlotte Freiberger (rechts)

Im Lauf der Jahrzehnte wurde das besonders für das Ausland wichtigste königliche Insigne, die Weinkrone, Änderungen unterzogen und der jeweiligen Mode angepasst.
- Die erste Krone war massiv und zierte von 1949 an die Häupter.
- Die zweite Krone entstand zwanzig Jahre später, 1969. Sie war sehr plakativ gestaltet und enthielt farbige Elemente.
- Die dritte Krone, 1978 eingeführt, wirkte etwas filigraner und war nach wie vor mit violetten und grünen Trauben verziert.
- Die vierte Krone von 1988 präsentierte sich asymmetrisch, war aber immer noch dominiert von Trauben und Traubenblättern.
- Die fünfte Krone, seit 2000 in Gebrauch, war modern und filigran ausgeführt. Eine Traube in der Mitte mit dreizehn Steinen symbolisierte die 13 deutschen Anbaugebiete.
- Im Sommer 2015 wurde die sechste Krone vorgestellt. Sie ist sechs Zentimeter hoch, 90 Gramm schwer und besteht aus vergoldetem Silber. Dekoriert mit kleinen Steinchen wirkt sie vor allem durch ihre Form. Feine Ranken erinnern an die Ornamentik des Jugendstils, daneben ziert alle drei Exemplare in der Mitte eine stilisierte Traube. Diese entspricht dem Logo des DWI, mit dem dieser seit letztem Jahr weltweit wirbt.[5] Unterschieden sich vorher noch die Kronen von Königin und Prinzessinnen, so sind jetzt alle drei nahezu identisch; lediglich die der Königin hat einen Bogen mehr und 13 kleine Edelsteine aus rotem Granat und grünem Turmalin. Sie wurden von der Goldmeisterwerkstatt Aurelia in Bad Kreuznach gestaltet.

## Wahl

### Orte

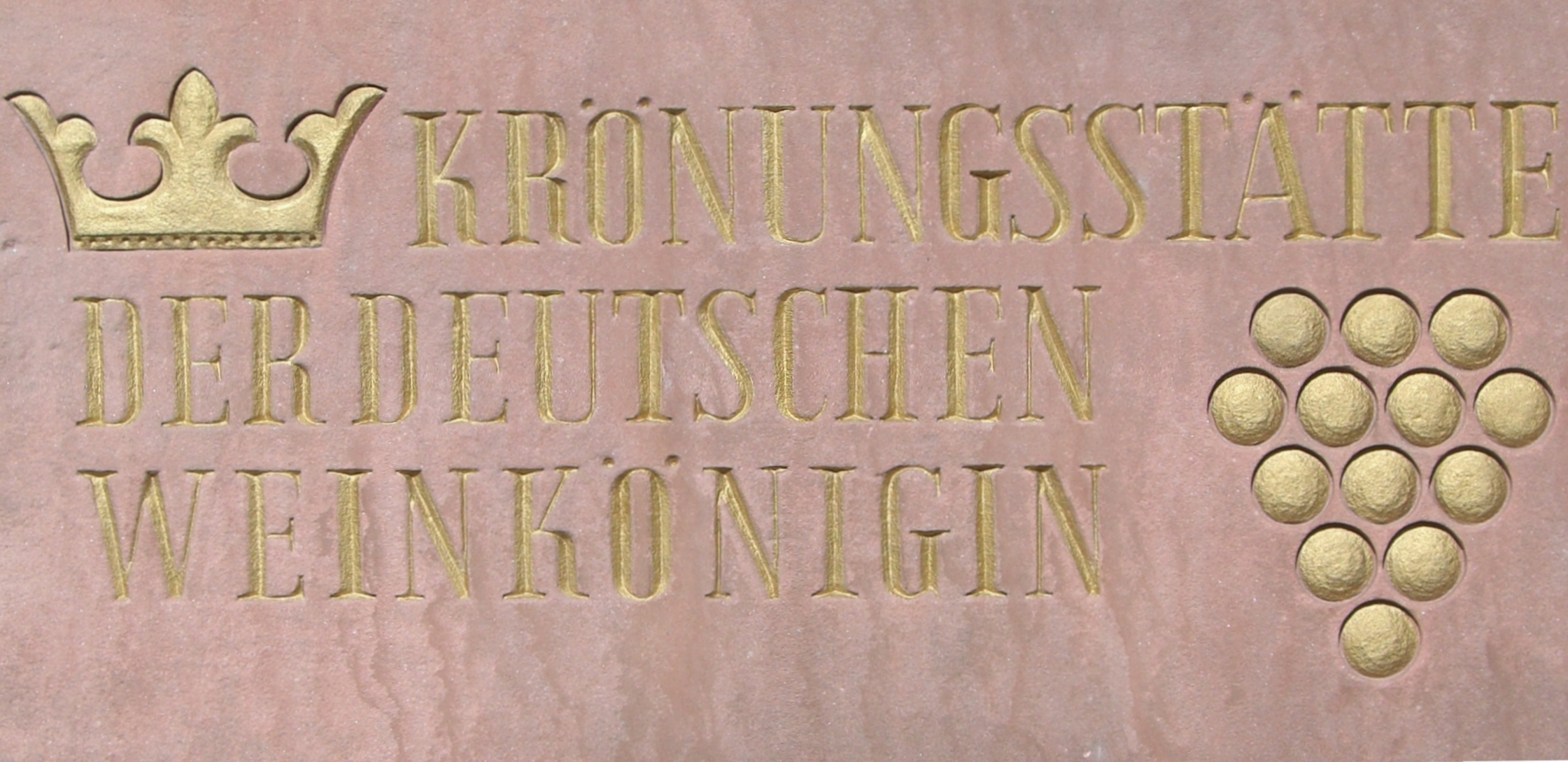
Inschrift am Neustadter Saalbau: Krönungsstätte der Deutschen Weinkönigin

Postnebenstempel von Neustadt an der Weinstraße: Krönungsstadt der Deutschen Weinkönigin

Die Wahl wird vom Deutschen Weininstitut (DWI) mit Sitz in Bodenheim veranstaltet. Sie findet traditionell im Neustadter Saalbau anlässlich des Deutschen Weinlesefestes am Freitag des zweiten Festwochenendes im Oktober statt. Vom üblichen Wahlort kann aus wichtigen Anlässen abgewichen werden; die Wahlorte neben Neustadt an der Weinstraße waren:
1. 1952 Freiburg im Breisgau
2. 1954 Heilbronn
3. 1957 Würzburg
4. 1960 Bad Dürkheim
5. 1963 Mainz
6. 1966 Stuttgart
7. 1969 Offenburg
8. 1972 Stuttgart
9. 1975 Stuttgart
10. 1984 Trier
11. 1988 Berlin
12. 1993 Bad Neuenahr-Ahrweiler
13. 1998 Freyburg (Unstrut)
14. 2006 Dresden (800-jähriges Stadtjubiläum des bedeutendsten Ortes im Sächsischen Weinanbaugebiet)
15. 2009 Heilbronn
Im Mai 2009 unterzeichneten das DWI und der Oberbürgermeister von Neustadt an der Weinstraße einen Vertrag, der Neustadt als Krönungsstätte bis zum Jahr 2020 festschreibt. Von dieser Regel darf höchstens dreimal pro Dekade abgewichen werden, „um auch anderen deutschen Weinbauregionen die Möglichkeit zu geben, mit der Krönung auf Sonderveranstaltungen und Jubiläen zu reagieren.“[1][2]
16. 2013 Offenburg, Oberrheinhalle
17. 2016 Mainz, aus Anlass des Jubiläums 200 Jahre Rheinhessen[7]

### Wahlmodalitäten

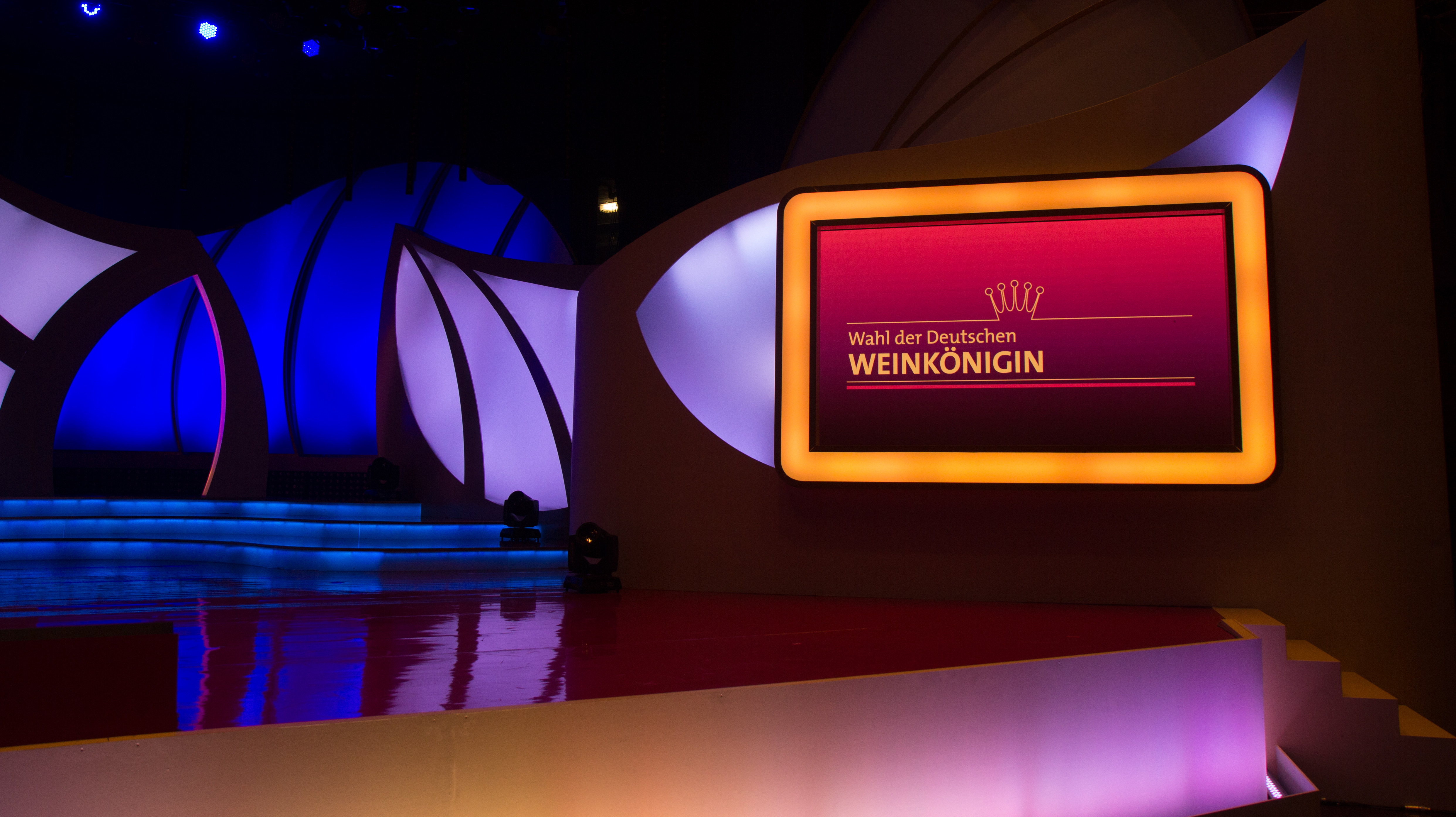
Saalbau in Neustadt an der Weinstraße vor Beginn der SWR-Sendung zur Wahl der 69. Deutschen Weinkönigin am 29. September 2017

Alle 13 Gebietsweinköniginnen stellen sich zunächst einer öffentlichen Fachbefragung, die von etwa 70 Jurymitgliedern durchgeführt und von den Veranstaltungsgästen mitverfolgt wird. Von den 13 Kandidatinnen werden sechs nominiert, die im zweiten Durchgang während der feierlichen Galaveranstaltung Spontaneität, Charme und Witz beweisen müssen. Das SWR-Fernsehen überträgt die Befragungsrunde einen Tag später als Aufzeichnung, die Gala wird live gesendet.
Aus den sechs verbliebenen Kandidatinnen werden eine Königin und meist zwei, in seltenen Fällen auch drei Prinzessinnen gekürt. Während ihrer einjährigen Amtszeit bewerben Königin und Prinzessinnen den deutschen Wein auf Messen, Weinfesten und anderen Veranstaltungen, auch im Ausland.

### Wahlergebnisse

#### Alle Deutschen Weinköniginnen seit 1949
| #   | Jahr    | Weinkönigin                                        | Lebensdaten | Alter bei Amtsantritt | Weinanbaugebiet                  | Herkunftsort                |
| --- | ------- | -------------------------------------------------- | ----------- | --------------------- | -------------------------------- | --------------------------- |
| 1.  | 1949/50 | Elisabeth Kuhn, später Gies                        | 1930–2012   | 19                    | Pfalz                            | Diedesfeld                  |
| 2.  | 1950/51 | Marie-Elisabeth Pütz, später Steffen               | 1925–2018   | 25                    | Mosel-Saar-Ruwer (ab 2006 Mosel) | Saarburg                    |
| 3.  | 1951/52 | Gisela Koch, später Colonius                       | 1931–2009   | 20                    | Mittelrhein                      | St. Goarshausen             |
| 4.  | 1952/53 | Elisabeth Huber                                    |             |                       | Baden                            | Neuweier                    |
| 5.  | 1953/54 | Mathilde Machwirth                                 |             |                       | Nahe                             | Heddesheim, heute Guldental |
| 6.  | 1954/55 | Erika Hofmann                                      |             |                       | Rheinhessen                      | St. Johann                  |
| 7.  | 1955/56 | Irmgard Mohler                                     | 1937–1981   | 18                    | Pfalz                            | Bad Bergzabern              |
| 8.  | 1956/57 | Margret Hoffranzen, später Wilmes                  | 1937–2002   | 19                    | Mosel-Saar-Ruwer (ab 2006 Mosel) | Mehring                     |
| 9.  | 1957/58 | Karoline Hartmann                                  |             | 18                    | Franken                          | Rödelsee                    |
| 10. | 1958/59 | Rosemarie Schreck                                  |             | 24                    | Franken                          | Klingenberg                 |
| 11. | 1959/60 | Wilma Seyer, später Scholl                         | 1939        | 20                    | Rheingau                         | Kiedrich                    |
| 12. | 1960/61 | Christel Koch                                      |             | 18                    | Pfalz                            | Ungstein                    |
| 13. | 1961/62 | Marlies Kaiser                                     |             | 22                    | Rheinhessen                      | Dintesheim                  |
| 14. | 1962/63 | Maria Theresia („Maritta“) Heinzen, später Schmitz |             | 19                    | Ahr                              | Ahrweiler                   |
| 15. | 1963/64 | Inge Schwaab, später Heidenreich                   |             |                       | Mosel-Saar-Ruwer (ab 2006 Mosel) | Zeltingen                   |
| 16. | 1964/65 | Marita Bäuerlein                                   | 1944        | 20                    | Franken                          | Volkach                     |
| 17. | 1965/66 | Waltraud Hey                                       |             | 19                    | Pfalz                            | Oberotterbach               |
| 18. | 1966/67 | Ilse Theobald                                      |             | 22                    | Nahe                             | Hochstätten                 |
| 19. | 1967/68 | Ruth Collet, später Kutz                           |             |                       | Mosel-Saar-Ruwer (ab 2006 Mosel) | Reil                        |
| 20. | 1968/69 | Brigitte Wolf                                      | 1947        | 21                    | Franken                          | Veitshöchheim               |
| 21. | 1969/70 | Marika Gebhardt                                    |             | 19                    | Rheingau                         | Martinsthal                 |
| 22. | 1970/71 | Erika Sinß                                         |             | 18                    | Nahe                             | Windesheim                  |
| 23. | 1971/72 | Ruth Kröther, später Kern                          | 1951–2012   | 20                    | Pfalz                            | Freinsheim                  |
| 24. | 1972/73 | Ulrike Seyffardt, später Neradt                    | 1951        | 21                    | Rheingau                         | Martinsthal                 |
| 25. | 1973/74 | Ingrid Kurth, später Gies                          |             | 21                    | Ahr                              | Bad Neuenahr-Ahrweiler      |
| 26. | 1974/75 | Doris Emmerich                                     | 1954        | 20                    | Nahe                             | Waldböckelheim              |
| 27. | 1975/76 | Edelgard Bauer                                     | 1955        | 20                    | Nahe                             | Kirschroth                  |
| 28. | 1976/77 | Friedlinde Gurr, später Gurr-Hirsch                | 1954        | 22                    | Württemberg                      | Untergruppenbach            |
| 29. | 1977/78 | Gisela Faber                                       |             |                       | Baden                            | Freiburg                    |
| 30. | 1978/79 | Heike Schmitt                                      |             | 19                    | Rheinhessen                      | Nierstein                   |
| 31. | 1979/80 | Rita Moog, später Moog-Fischer                     |             |                       | Mosel-Saar-Ruwer (ab 2006 Mosel) | Valwig                      |
| 32. | 1980/81 | Regine Usinger, später Usinger-Frank               | 1958        | 22                    | Rheinhessen                      | Nackenheim                  |
| 33. | 1981/82 | Hildegard Weber                                    |             |                       | Pfalz                            | Gönnheim                    |
| 34. | 1982/83 | Karin Molitor, später Molitor-Hartmann             | 1962        | 20                    | Franken                          | Sommerach                   |
| 35. | 1983/84 | Carola Geiger, später Geiger-Kaiser                | 1962        | 21                    | Württemberg                      | Grantschen                  |
| 36. | 1984/85 | Ursula Maur                                        |             | 22                    | Ahr                              | Mayschoß                    |
| 37. | 1985/86 | Mechthild Meyer, später Weis                       | 1962        | 23                    | Mosel-Saar-Ruwer (ab 2006 Mosel) | Waldrach                    |
| 38. | 1986/87 | Helga Drauz, später Drauz-Oertel                   | 1967        | 19                    | Württemberg                      | Heilbronn                   |
| 39. | 1987/88 | Jutta Fassian, später Fassian-Emmrich              | 1965–2024   | 22                    | Mosel-Saar-Ruwer (ab 2006 Mosel) | Mehring                     |
| 40. | 1988/89 | Petra Mayer                                        | 1966        | 22                    | Baden                            | Schliengen                  |
| 41. | 1989/90 | Renate Schäfer                                     | 1968        | 21                    | Franken                          | Astheim                     |
| 42. | 1990/91 | Birgit Schehl, später Rebholz-Schehl               | 1969        | 21                    | Pfalz                            | Hainfeld                    |
| 43. | 1991/92 | Lydia Bollig, später Bollig-Strohm                 | 1970        | 21                    | Mosel-Saar-Ruwer (ab 2006 Mosel) | Trittenheim                 |
| 44. | 1992/93 | Astrid Bechtel                                     | 1972        | 20                    | Rheinhessen                      | Worms-Heppenheim            |
| 45. | 1993/94 | Sandra Hake, später Frölich                        | 1970        | 23                    | Saale-Unstrut                    | Freyburg                    |
| 46. | 1994/95 | Ulrike Neymeyer                                    | 1968        | 26                    | Baden                            | Endingen                    |
| 47. | 1995/96 | Julia Klöckner                                     | 1972        | 23                    | Nahe                             | Guldental                   |
| 48. | 1996/97 | Ines Hoffmann                                      | 1972        | 24                    | Sachsen                          | Dresden                     |
| 49. | 1997/98 | Natascha Thoma, später Thoma-Widmann               | 1971        | 26                    | Baden                            | Ebringen                    |
| 50. | 1998/99 | Susanne Völker, später Nett                        | 1974        | 24                    | Rheinhessen                      | Oppenheim                   |
| 51. | 1999/00 | Simone Renth, später Renth-Queins                  | 1973        | 26                    | Rheinhessen                      | Schwabenheim                |
| 52. | 2000/01 | Carina Dostert, später Curman                      | 1979        | 21                    | Mosel-Saar-Ruwer (ab 2006 Mosel) | Nittel                      |
| 53. | 2001/02 | Petra Gärtner, später Schreiber                    | 1980        | 21                    | Hessische Bergstraße             | Zwingenberg                 |
| 54. | 2002/03 | Judith Honrath, später Behr                        | 1980        | 22                    | Nahe                             | Langenlonsheim              |
| 55. | 2003/04 | Nicole Then                                        | 1980        | 23                    | Franken                          | Sommerach                   |
| 56. | 2004/05 | Petra Zimmermann                                   | 1984        | 20                    | Mosel-Saar-Ruwer (ab 2006 Mosel) | Temmels                     |
| 57. | 2005/06 | Sylvia Benzinger, später Benzinger-Kugler          | 1978        | 27                    | Pfalz                            | Kirchheim                   |
| 58. | 2006/07 | Katja Schweder, später Klohr                       | 1980        | 26                    | Pfalz                            | Hochstadt                   |
| 59. | 2007/08 | Evelyn Schmidt                                     | 1983        | 24                    | Sachsen                          | Radebeul                    |
| 60. | 2008/09 | Marlies Dumbsky                                    | 1985        | 23                    | Franken                          | Volkach                     |
| 61. | 2009/10 | Sonja Christ, später Christ-Brendemühl             | 1984        | 25                    | Mosel                            | Oberfell                    |
| 62. | 2010/11 | Mandy Großgarten, später Gieler                    | 1987        | 22                    | Ahr                              | Dernau                      |
| 63. | 2011/12 | Annika Strebel, später Weigel-Strebel              | 1987        | 23                    | Rheinhessen                      | Wintersheim                 |
| 64. | 2012/13 | Julia Bertram, später Baltes                       | 1989        | 22                    | Ahr                              | Dernau                      |
| 65. | 2013/14 | Nadine Poss                                        | 1991        | 22                    | Nahe                             | Windesheim                  |
| 66. | 2014/15 | Janina Huhn, später Huber                          | 1989        | 24                    | Pfalz                            | Bad Dürkheim                |
| 67. | 2015/16 | Josefine Schlumberger                              | 1994        | 21                    | Baden                            | Laufen                      |
| 68. | 2016/17 | Lena Endesfelder                                   | 1992        | 23                    | Mosel                            | Mehring                     |
| 69. | 2017/18 | Katharina Staab                                    | 1990        | 27                    | Nahe                             | Oberhausen an der Nahe      |
| 70. | 2018/19 | Carolin Klöckner                                   | 1995        | 23                    | Württemberg                      | Vaihingen an der Enz        |
| 71. | 2019/20 | Angelina Vogt, später Kappler                      | 1994        | 25                    | Nahe                             | Weinsheim                   |
| 72. | 2020/21 | Eva Lanzerath                                      | 1998        | 22                    | Ahr                              | Walporzheim                 |
| 73. | 2021/22 | Sina Erdrich                                       | 1997        | 23                    | Baden                            | Durbach                     |
| 74. | 2022/23 | Katrin Lang                                        | 1999        | 23                    | Baden                            | Ebringen                    |
| 75. | 2023/24 | Eva Brockmann                                      | 1999        | 24                    | Franken                          | Haibach                     |
| 76. | 2024/25 | Charlotte Weihl                                    | 1999        | 25                    | Pfalz                            | Gönnheim                    |

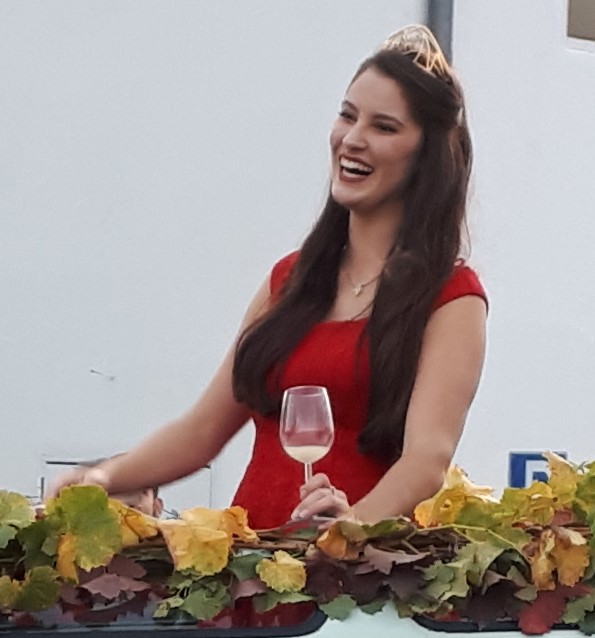
Angelina Vogt, jetzt Kappler: Begrüßung im Heimatort 2019
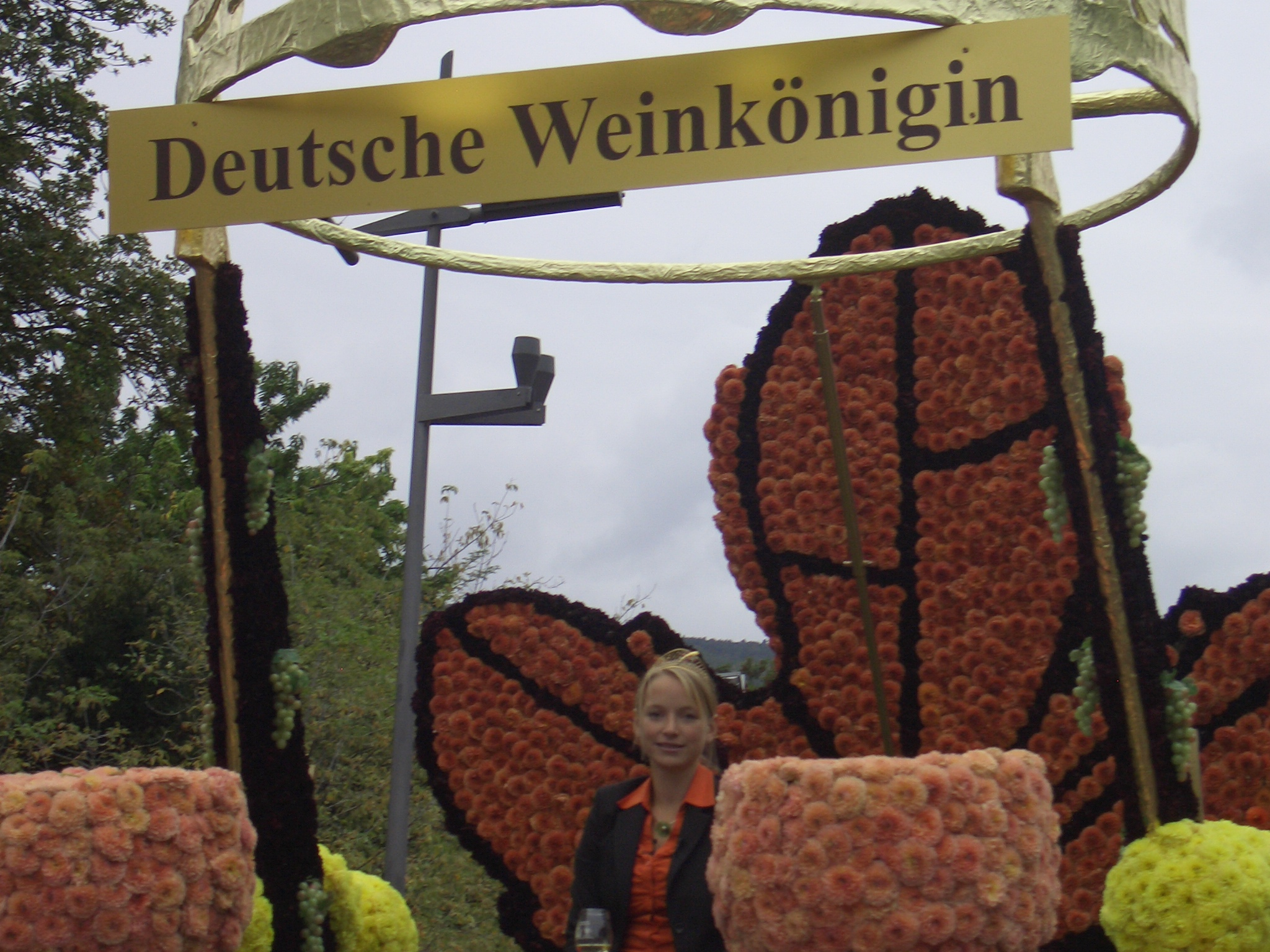
Neustadter Winzerfestzug: Prunkwagen mit Sonja Christ (2009/10)
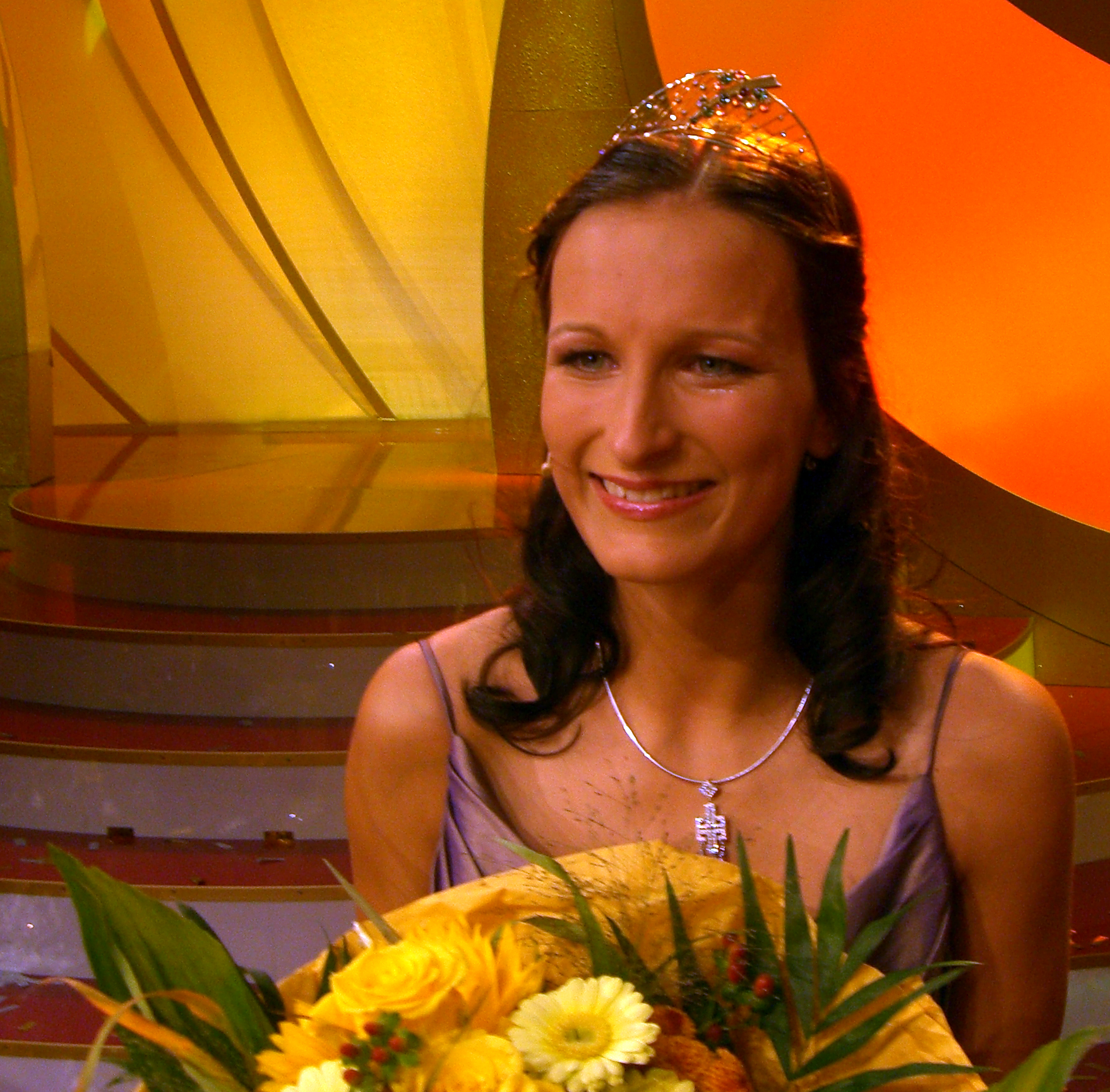
Evelyn Schmidt (2007/08)
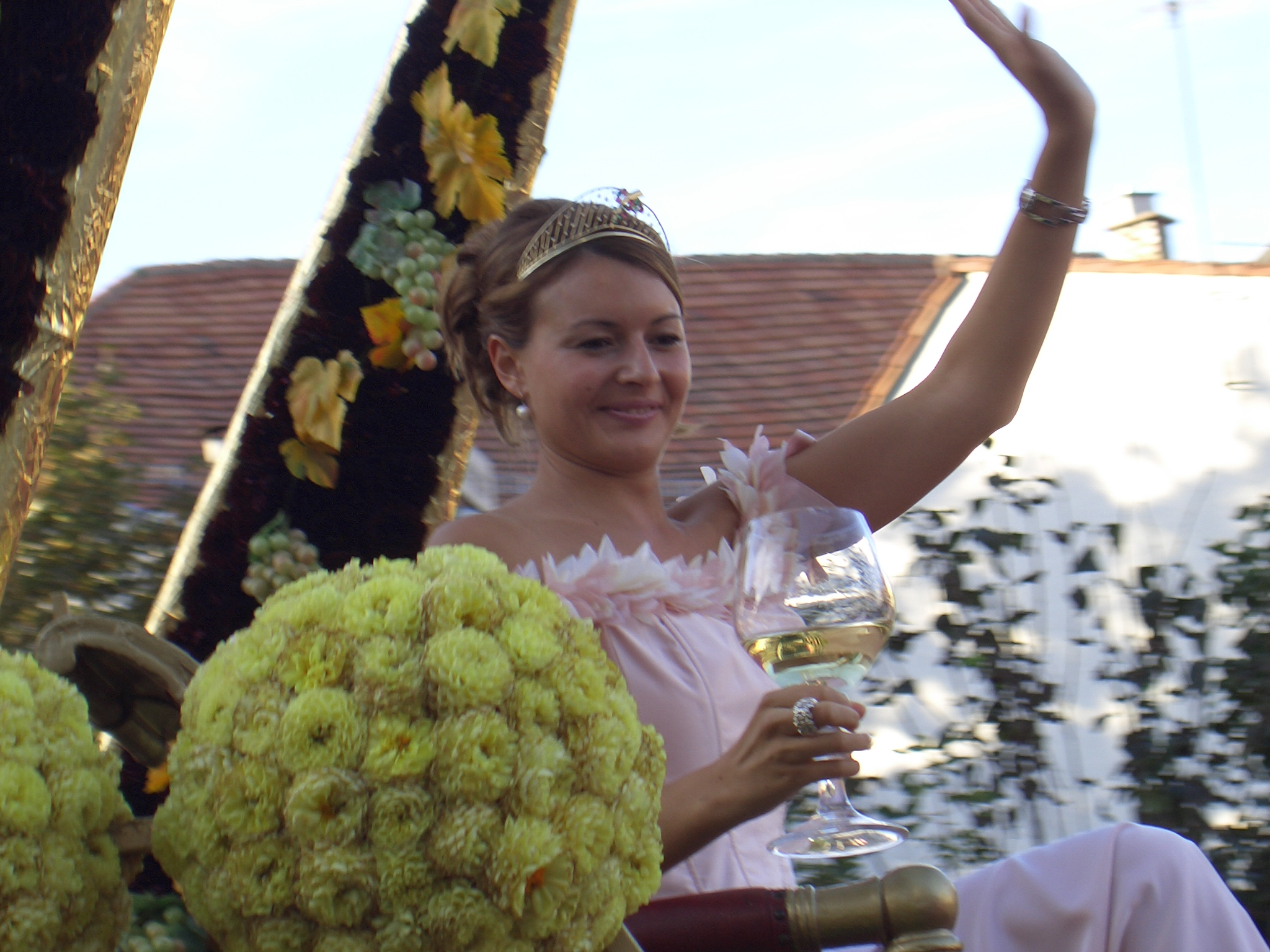
Katja Schweder (2006/07)
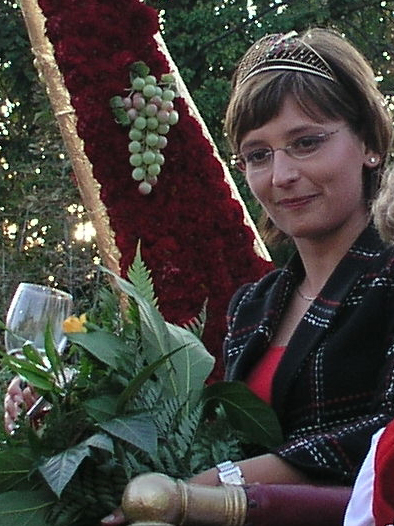
Sylvia Benzinger-Kugler (2005/06)
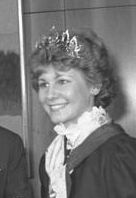
Mechthild Meyer (1985/86)

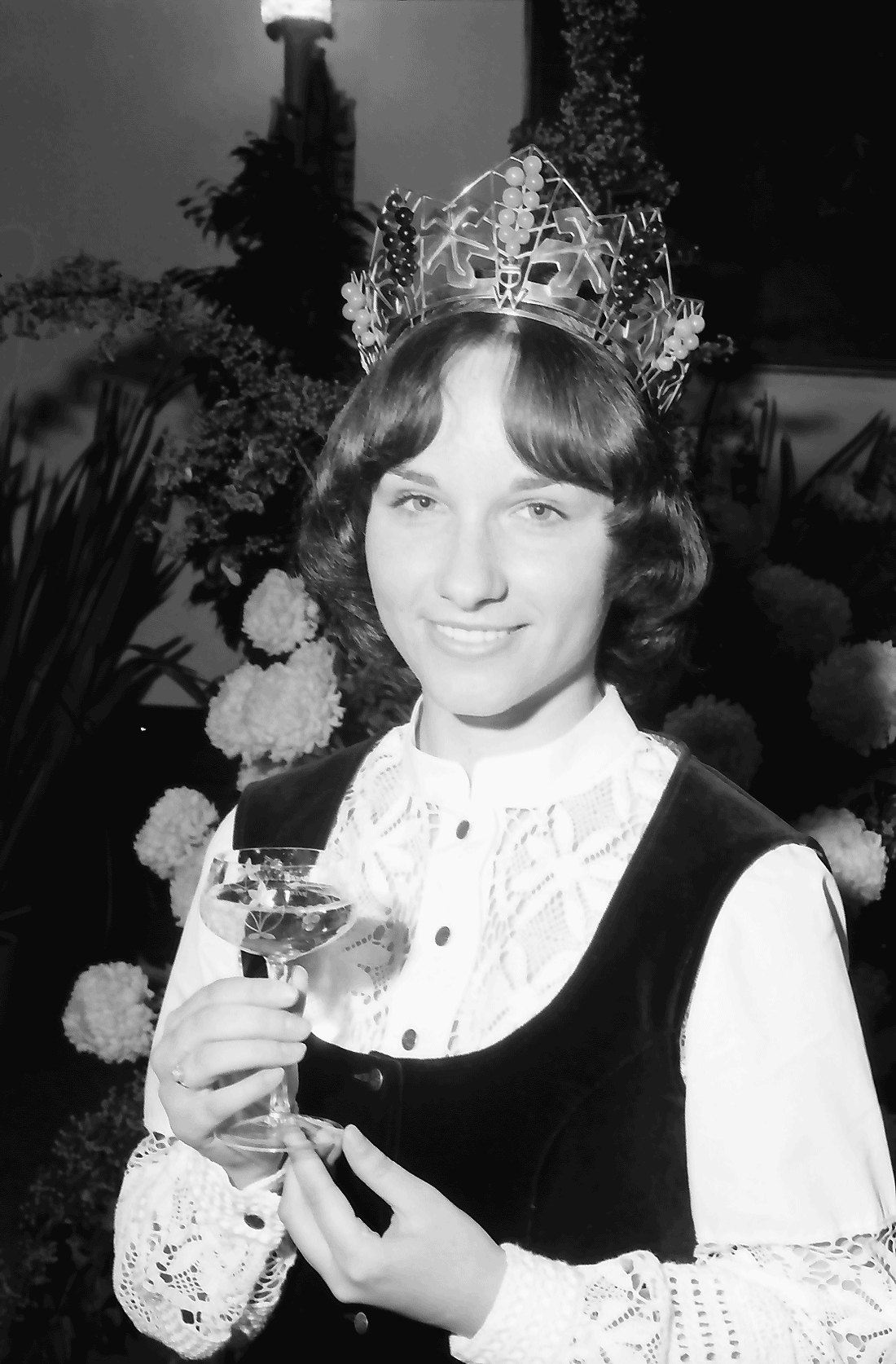
Gisela Faber (1977/78)

#### Häufigkeit der Wahl nach Weinanbaugebieten
| Herkunft der Königin                | Wahljahr                                                               | Anzahl |
| ----------------------------------- | ---------------------------------------------------------------------- | ------ |
| Ahr                                 | 1962, 1973, 1984, 2010, 2012, 2020                                     | 6      |
| Baden                               | 1952, 1977, 1988, 1994, 1997, 2015, 2021, 2022                         | 8      |
| Franken                             | 1957, 1958, 1964, 1968, 1982, 1989, 2003, 2008, 2023                   | 9      |
| Hessische Bergstraße                | 2001                                                                   | 1      |
| Mittelrhein                         | 1951                                                                   | 1      |
| Mosel (bis 2005 Mosel-Saar-Ruwer)   | 1950, 1956, 1963, 1967, 1979, 1985, 1987, 1991, 2000, 2004, 2009, 2016 | 12     |
| Nahe                                | 1953, 1966, 1970, 1974, 1975, 1995, 2002, 2013, 2017, 2019             | 10     |
| Pfalz                               | 1949, 1955, 1960, 1965, 1971, 1981, 1990, 2005, 2006, 2014, 2024       | 11     |
| Rheingau                            | 1959, 1969, 1972                                                       | 3      |
| Rheinhessen                         | 1954, 1961, 1978, 1980, 1992, 1998, 1999, 2011                         | 8      |
| Saale-Unstrut (Teilnahme seit 1990) | 1993                                                                   | 1      |
| Sachsen (Teilnahme seit 1990)       | 1996, 2007                                                             | 2      |
| Württemberg                         | 1976, 1983, 1986, 2018                                                 | 4      |

Nach Bundesländern betrachtet fällt auf, dass Rheinland-Pfalz 48 der 76 Deutschen Weinköniginnen stellt (Stand 2024). Dies geht darauf zurück, dass in diesem Bundesland sechs der dreizehn Weinanbaugebiete liegen, nämlich Ahr, Mittelrhein, Mosel, Nahe, Pfalz und Rheinhessen.

#### Alle Deutschen Weinprinzessinnen seit 1993
| Jahr      | Weinprinzessin                                  | Weinanbaugebiet                  |
| --------- | ----------------------------------------------- | -------------------------------- |
| 1993/1994 | Anita Krämer Claudia Rüber                      | Ahr Württemberg                  |
| 1994/1995 | Birgit Schneider Tanja Elflein                  | Nahe Franken                     |
| 1995/1996 | Martina Nickeng                                 | Mittelrhein                      |
| 1996/1997 | Gaby Hoffmann Monika Mertz Stefanie Koll        | Mosel-Saar-Ruwer Pfalz Ahr       |
| 1997/1998 | Birgit Zehe Sonja Freund                        | Rheinhessen Pfalz                |
| 1998/1999 | Catharina Ries Michaela Heusinger               | Rheingau Franken                 |
| 1999/2000 | Sandra Polomski Sabrina Koll                    | Saale-Unstrut Ahr                |
| 2000/2001 | Salome Nies Wiebke Lawall                       | Rheingau Rheinhessen             |
| 2001/2002 | Julia Hurst Christine Specht Martina Klein      | Baden Mittelrhein Ahr            |
| 2002/2003 | Friedrun Schwertle Simone Wagner Esther Knewitz | Württemberg Rheingau Rheinhessen |
| 2003/2004 | Lisa Edling Antje Wiedemann                     | Hessische Bergstraße Sachsen     |
| 2004/2005 | Tina Kiefer Nadine Jäger                        | Pfalz Rheingau                   |
| 2005/2006 | Nicole Kochan Katharina Jost                    | Mosel-Saar-Ruwer Mittelrhein     |
| 2006/2007 | Barbara Fendel Sandra Soldmann                  | Mittelrhein Saale-Unstrut        |
| 2007/2008 | Julia Metzler Susanne Winterling                | Rheinhessen Pfalz                |
| 2008/2009 | Sarah Schmitt Andrea Köninger                   | Nahe Baden                       |
| 2009/2010 | Isabell Kindle Christl Schäfer                  | Baden Württemberg                |
| 2010/2011 | Melanie Unsleber Katja Bohnert                  | Franken Baden                    |
| 2011/2012 | Ramona Sturm Elisabeth Born                     | Mosel Saale-Unstrut              |
| 2012/2013 | Natalie Henninger Anna Hochdörffer              | Baden Pfalz                      |
| 2013/2014 | Sabine Wagner Ramona Diegel                     | Rheingau Rheinhessen             |
| 2014/2015 | Kathrin Schnitzius Judith Dorst                 | Mosel Rheinhessen                |
| 2015/2016 | Caroline Guthier Katharina Fladung              | Hessische Bergstraße Rheingau    |
| 2016/2017 | Mara Walz Christina Schneider                   | Württemberg Franken              |
| 2017/2018 | Charlotte Freiberger Laura Lahm                 | Hessische Bergstraße Rheinhessen |
| 2018/2019 | Klara Zehnder Inga Storck                       | Franken Pfalz                    |
| 2019/2020 | Carolin Hillenbrand Julia Sophie Böcklen        | Hessische Bergstraße Württemberg |
| 2020/2021 | Anna-Maria Löffler Eva Müller                   | Pfalz Rheinhessen                |
| 2021/2022 | Saskia Teucke Linda Trarbach                    | Pfalz Ahr                        |
| 2022/2023 | Luise Böhme Juliane Schäfer                     | Saale-Unstrut Rheinhessen        |
| 2023/2024 | Jessica Himmelsbach Lea Baßler                  | Baden Pfalz                      |
| 2024/2025 | Julia Lambrich Katharina Gräff                  | Mittelrhein Nahe                 |